# Peik Stenberg
Peik Göran Stenberg, född 13 oktober 1960 i Helsingfors, är en finländsk skådespelare och sångare. 

## Biografi
Stenberg är utbildad vid Teaterhögskolan i Helsingfors. Han är en utpräglad humorist, barns och familjers favorit på grund av sitt muntra skådespeleri, sin sång och musik. Hans största roller har varit kapten Krok i Peter Pan, broder Tuck i Robin Hood och Alfred P. Doolittle i My Fair Lady (2003), alla tre på Svenska Teatern. Han var vidare med i ungdomsmusikalen Spin 2005 på denna scen och har dessutom arbetat på Lilla Teatern 1989–1994 och på Skolteatern 1985–1989. Han har varit Kopp i den populära sånggruppen Sås och Kopp.